# Tapestries of Hope

Tapestries of Hope est un long métrage documentaire sorti en 2009 qui expose le mythe de guérison du sida par rapport sexuel avec une vierge, selon lequel si un homme viole une vierge, il serait guéri du VIH / SIDA. Le film se concentre sur le travail que la militante des droits humains Betty Makoni a accompli pour protéger et redonner du pouvoir aux jeunes filles qui ont été victimes d'abus sexuels. Tapestries of Hope vise à sensibiliser à la maltraitance généralisée des femmes et des filles ainsi qu'aux efforts du Girl Child Network et de sa fondatrice, Betty Makoni,,.
Le film a été réalisé par Michealene Cristini Risley (en), écrit par Susan Black et Michealene Cristini Risley, et produit par Michealene Cristini Risley, Susan Black, Christopher Bankston, Anand Chandrasekaran et Ray Arthur Wang. Tapestries of Hope est sorti en salles le 28 septembre 2010 dans plus de 100 salles à travers les États-Unis,.

## Descriptif
La réalisatrice Michealene Cristini Risley s'est rendue au Zimbabwe pour explorer la crise du viol et du sida dans le pays. Elle s'était auparavant liée d'amitié avec Betty Makoni, une femme Zimbabwéenne, et avait découvert l'organisation de Makoni, The Girl Child Network, qui vise à donner aux femmes et jeunes filles du Zimbabwe les moyens de défendre leurs droits et également de fournir un réseau de protection.
Les histoires ont été racontées par des jeunes filles du Zimbabwe et Makoni était la principale protagoniste de ce film. Le film montre comment Makoni a aidé les filles à trouver leur voix et parle des atrocités qu'elles ont subies. Risley et son équipe ont été arrêtées et incarcérées peu de temps après avoir tourné 22 heures de séquences au Zimbabwe. Le film a également été saisi par le Bureau du renseignement zimbabwéen à un moment donné. Cependant, l'équipe a réussi à récupérer les images et a quitté le Zimbabwe peu de temps après,,.
Betty Makoni a été primée en 2009 par CNN.

## Prix
- 2010 : Monaco Film Festival Mention Spéciale «Inspiration et Message Fort»
- 2010 : Guilde des réalisateurs d'Amérique, série de recherche de réalisateurs
- 2009 : WIFTS Meilleur documentaire
- 2009 : Honolulu International Film Festival - Prix Aloha Accolade pour l'excellence en réalisation cinématographique dans la catégorie documentaire
- 2009 : Accolade Film Awards 2009, Prix du mérite
- 2009 : Festival international du film de Louisville, meilleur documentaire
- 2009 : The Indie Fest, prix d'excellence
- 2008 : Prix Ginetta Sagan 2008 d'Amnesty International pour les droits des femmes et des enfants pour Betty Makoni
- 2007 : Jeune Chambre Internationale (JCI) Jeunes exceptionnels du monde - Betty Makoni
- 2007 : Blog média de l'année 2007 de la Society for New Communications Research[13]